# Prohres, Kroleveț
Prohres (în ucraineană Прогрес) este un sat în comuna Bîstrîk din raionul Kroleveț, regiunea Sumî, Ucraina.

## Demografie
Componența lingvistică a localității Prohres
     Ucraineană (93,33%)
     Rusă (6,67%)
Conform recensământului din 2001, majoritatea populației localității Prohres era vorbitoare de ucraineană (93,33%), existând în minoritate și vorbitori de rusă (6,67%).